# Ławeczka Ireny Kwiatkowskiej w Ustce
Ławeczka Ireny Kwiatkowskiej w Ustce powstała z inicjatywy Urzędu Miasta z wykorzystaniem nadwyżki opłaty uzdrowiskowej i modernizacji Parku Zdrojowego. 
Ławeczkę zaprojektował i wykonał poznański rzeźbiarz Rafał Nowak przy współpracy z rzeźbiarzem i odlewnikiem Piotrem Garstką, lub – jak podają inne źródła – Piotrem Garstką i Piotrem Szmytem. Pracę nad pomnikiem rozpoczęto 15 listopada 2011, a już w styczniu 2012 ławeczka została ustawiona tymczasowo w jednej z sal Urzędu Miasta w Ustce. Pomnik na promenadzie nadmorskiej oficjalnie odsłonięto 25 lipca.
Postać Ireny Kwiatkowskiej zajmuje lewą stronę ławeczki, na prawo od niej pozostało miejsce dla dwóch osób. Sama ławeczka przypomina zwój taśmy filmowej. 
Irena Kwiatkowska wielokrotnie spędzała wakacje w Ustce i spacerowała nadmorską promenadą. Zmarła 3 marca 2011 w Skolimowie.